# 우미도

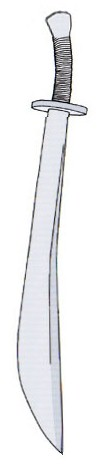
우미도

우미도(중국어: 牛尾刀, 병음: niúwěidāo, 직역: 소꼬리칼)는 청나라 말기까지 사용된 도의 일종이었다. 끝부분이 특징적인 나팔꽃(깔때기) 모양인 무거운 칼날 무기로, 군대에서 채용한 적이 없는 기본적인 민간용 무기였다.
특히 19세기 초(청나라 후반)에 처음으로 기록되었는데, 당시 기록에 따르자면 민간용 무기로만 지급되었을 뿐, 군대에서 공식적인 무기로 지급되었다는 사례는 없었다고 한다. 오늘날 현대에서는 종종 시대착오적으로 쿵후를 소재로 제작된 영화 등의 창작물에서 전형적인 상징으로 널리 등장한다.
한국에서는 형태가 완전 다른 우미도를 유엽도로 잘못 부르는 사례가 많다.

## 같이 보기
- 도 (중국)
- 유엽도
- 브로드소드
- 미첨도

## 참고 문헌
- Tom PMW (2001). “Some Notable Sabers of the Qing Dynasty at the Metropolitan Museum of Art” (영어). 36권. Metropolitan Museum Journal. 11, 207–222쪽. doi:10.2307/1513063. JSTOR 1513063.
- Lorge PA (2011). 《Chinese Martial Arts: From Antiquity to the Twenty-First Century》 (영어). Cambridge University Press. ISBN 978-0-521-87881-4.